# Liste der Kaiser-Wilhelm-II.-Denkmäler
An folgenden Orten wurden Denkmäler für Kaiser Wilhelm II. errichtet:

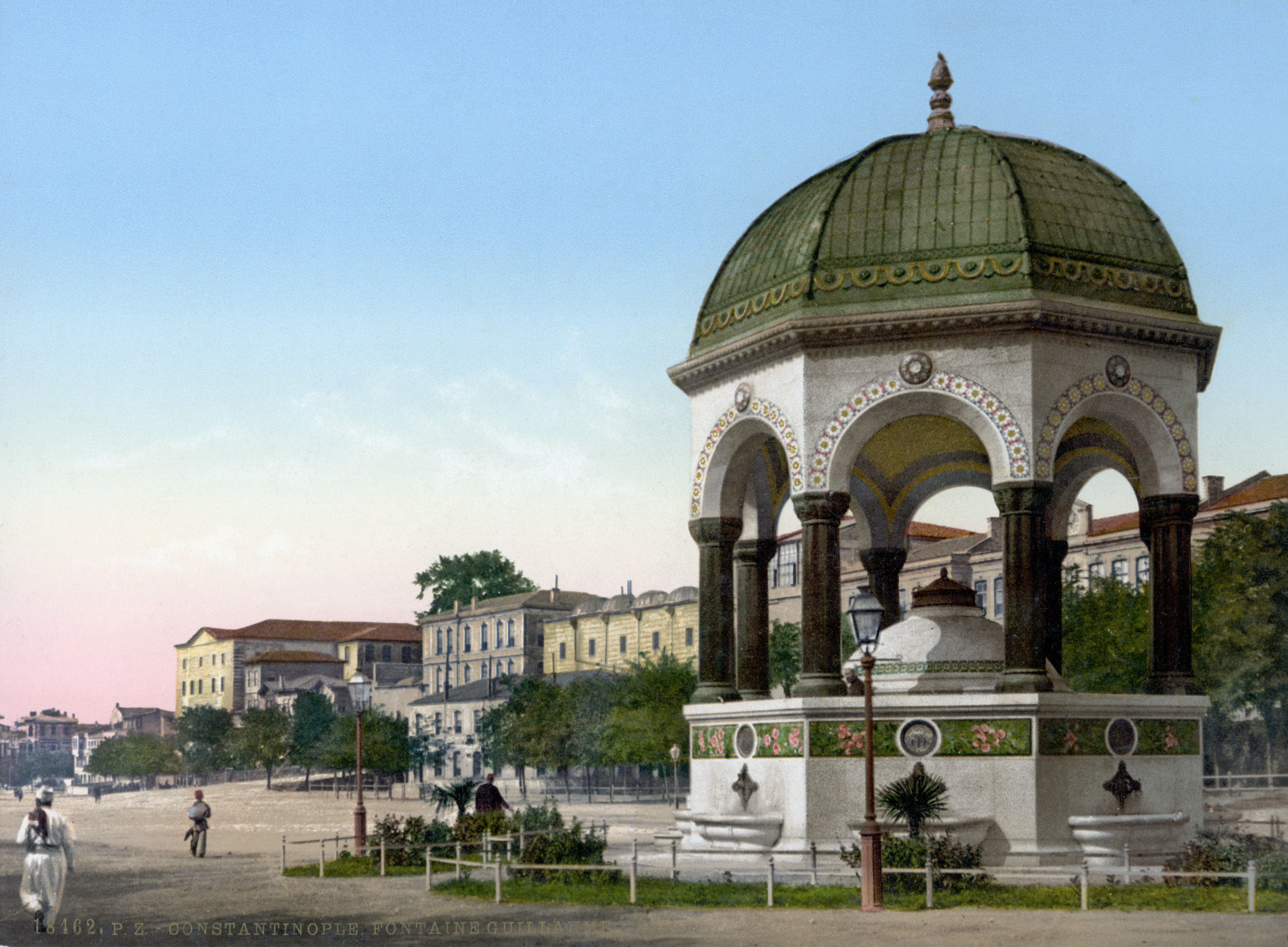
Deutscher Brunnen auf dem Hippodrom in Istanbul

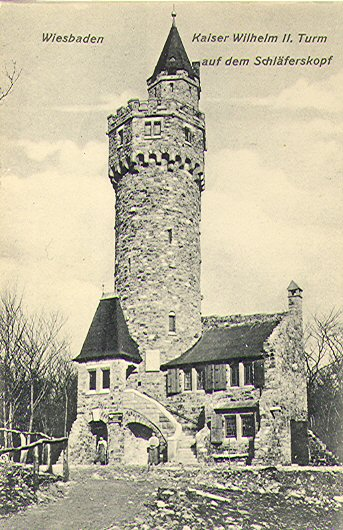
Wiesbaden-Schläferskopf

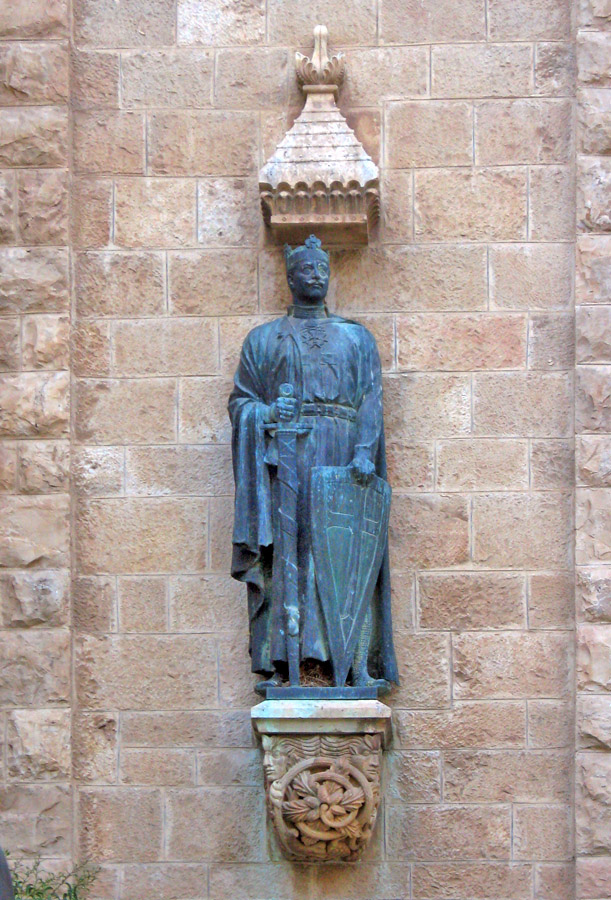
Wilhelm II. an der Himmelfahrtkirche (Jerusalem), von Albert Moritz Wolff

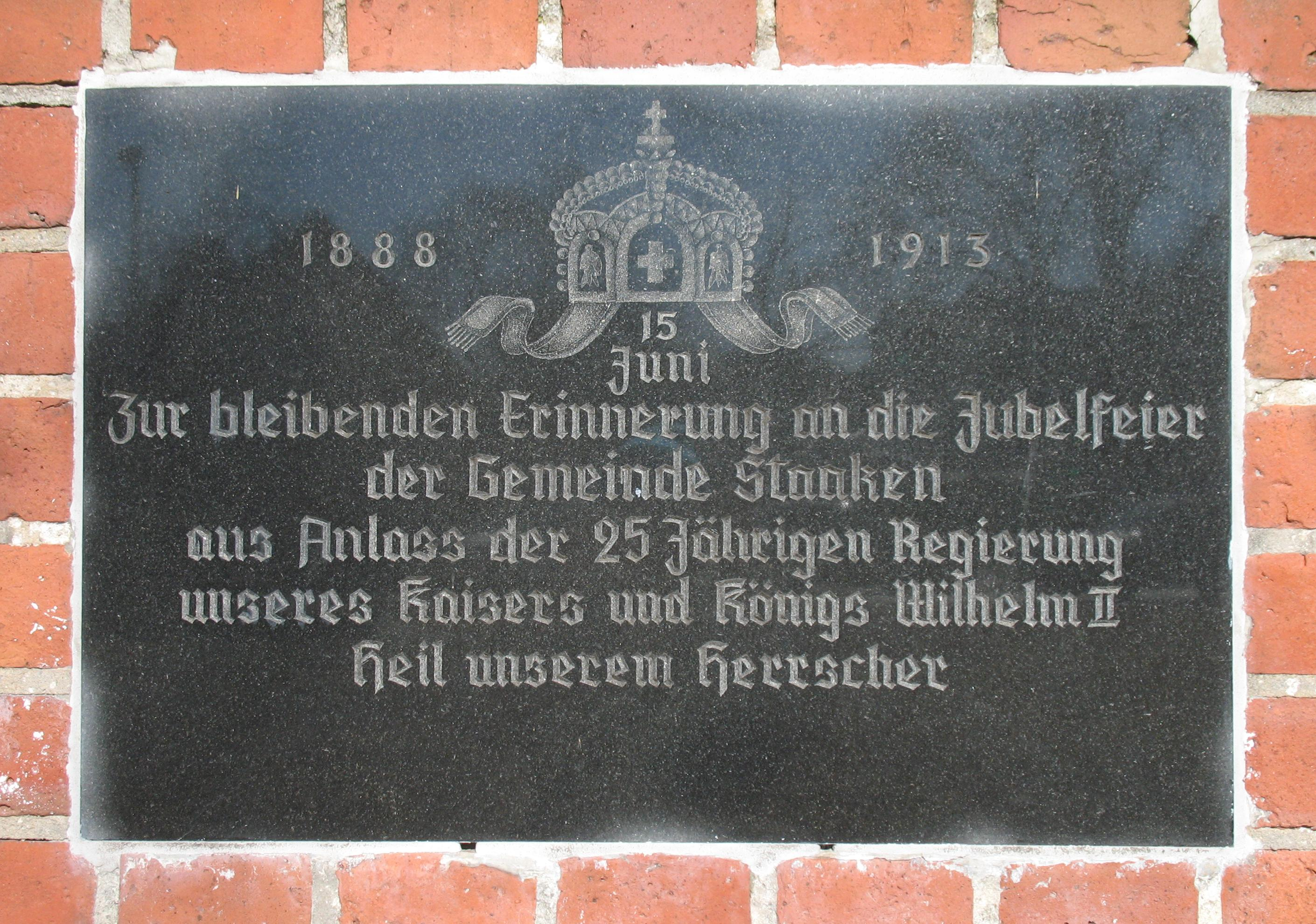
Gedenktafel zum 25. Thronjubiläum 1913 in Berlin-Staaken

- Aachen – Standbild an der Rathausfassade, Marktplatz – Kaiser Karl der Große trägt die Gesichtszüge Kaiser Wilhelms II.
- Ålesund (Norwegen) – Kaiser-Wilhelm-II.-Denkmal, Bautastein mit ovalem Kaiserrelief, errichtet unterhalb des Stadtbergs Aksla in einer Parkanlage zur Erinnerung an die schnelle Hilfe, die Wilhelm II. nach dem großen Brand von 1904 organisierte.
- Aus (Deutsch-Südwestafrika) – Kaiser-Wilhelm-II.-Denkmal in Form eines Obelisken (1913)
- Bad Homburg vor der Höhe – Sandsteinsockel mit Inschrift und Bronzeplakette, die Wilhelm II. zeigt. Die Plakette wurde 1920 entfernt; 1981 wurde sie durch eine neu geschaffene Plakette mit dem Profil des Kaisers ersetzt.[1] Errichtet wurde das Denkmal 1913 zum 25. Thronjubiläum gemeinsam mit einer Jubiläumspark genanntem Grünanlage.
- Barmen – Standbild in der Ruhmeshalle
- Berlin-Spandau – Gedenkstein (1913) aus rohen Feldsteinen gefertigt, der sich im Vorgelände der Zitadelle Spandau befand. An seinen Ecken bekrönten vier Steinkugeln das Denkmal. Er wurde 1913 von Offizieren der militärtechnischen Anstalten in Spandau gefertigt. Der Verbleib des 1925 noch beschriebenen Denkmals ist ungeklärt.
- Bromberg (Provinz Posen) – Standbild an der Fassade des Eckgebäudes Theaterplatz/Hermann-Francke-Straße, in Höhe der 2. Etage (verschollen)
- Doorn (Niederlande) – Denkmal mit der Kaiserbüste des Bildhauers Max Bezner im Garten von Haus Doorn[2] (Exilresidenz des früheren Kaisers)
- Dülken – Standbild im Rathaussaal
- Düren
  - Standbild an der Fassade des Hotels „Drei Kaiser“, am Kaiserplatz (zerstört)
  - Büstendenkmal im Stadtgarten, Bildhauer Reinhold Begas[3]
- Düsseldorf
  - Standbild in der Kuppelhalle des Ausstellungspalastes am Rhein, 1904 aufgestellt
  - Fassaden-Büste am Haus Loretto-/Ecke Bürgerstraße
- Elberfeld
  - Fassaden-Standbild über dem Eingang zum Rathaus, am Neumarkt
  - Büste in der Stadthalle
- Ennigerloh – Büstendenkmal auf dem Schützenhof
- Flensburg-Mürwik – Standbild vor der Marineschule, unterhalb der Admiralstreppe – Kaiser Wilhelm II. in der Uniform eines Admirals der Kaiserlichen Marine[4]
- Gelsenkirchen-Resse – 1913 errichteter „Jubiläumsbrunnen“ am Resser Markt mit mythologischen Figuren und Umschrift: Zur Erinnerung an die fünfundzwanzigjährige Regierung Kaiser Wilhelm II. Erinnert zugleich an das 100-jährige Jubiläum der Völkerschlacht bei Leipzig.[5][6]
- Haifa (Osmanisches Reich/Israel) – Obelisk, 1910 errichtet, 1920er Jahre zerstört, 1982 erneuert[7]
- Hamburg-Altstadt – Fassadenstandbild am Laeiszhof, an der Trostbrücke – Kaiser Wilhelm II. in der Admiralsuniform mit umgehängtem Paletot
- Hannover – Standbild im Neuen Rathaus, auf einem Sockel neben der Haupttreppe – im Zweiten Weltkrieg eingeschmolzen
- Herrenberg – Kaiserstein im Stadtwald, errichtet 1907 – Zur Erinnerung an den Standplatz des Kaisers während einer Jagd im November 1893
- Jerusalem (Osmanisches Reich) – Himmelfahrtkirche, Fassaden-Standbild am Deutschen Hospiz der Kaiserin-Auguste-Victoria-Stiftung
- Johannesburg (Südafrika) – Büstendenkmal im Kriegsmuseum
- Köln
  - Reiterstandbild auf der Hohenzollernbrücke (Kölner Seite, rheinaufwärts)
  - Standbild an der Südfassade des Gerichtsgebäudes am Appellhofplatz
- Kurort Hartha – Gedenkstein zum 25-jährigen Regierungsjubiläum, errichtet 1913 vom königlich-sächsischen Militärverein Wettin Hartha
- Magdeburg – Standbild im Hohenzollernpark
- Metz (Elsaß-Lothringen) – Standbild als Prophet Daniel am Portal der Kathedrale. Der Schnurrbart wurde später abgetragen.

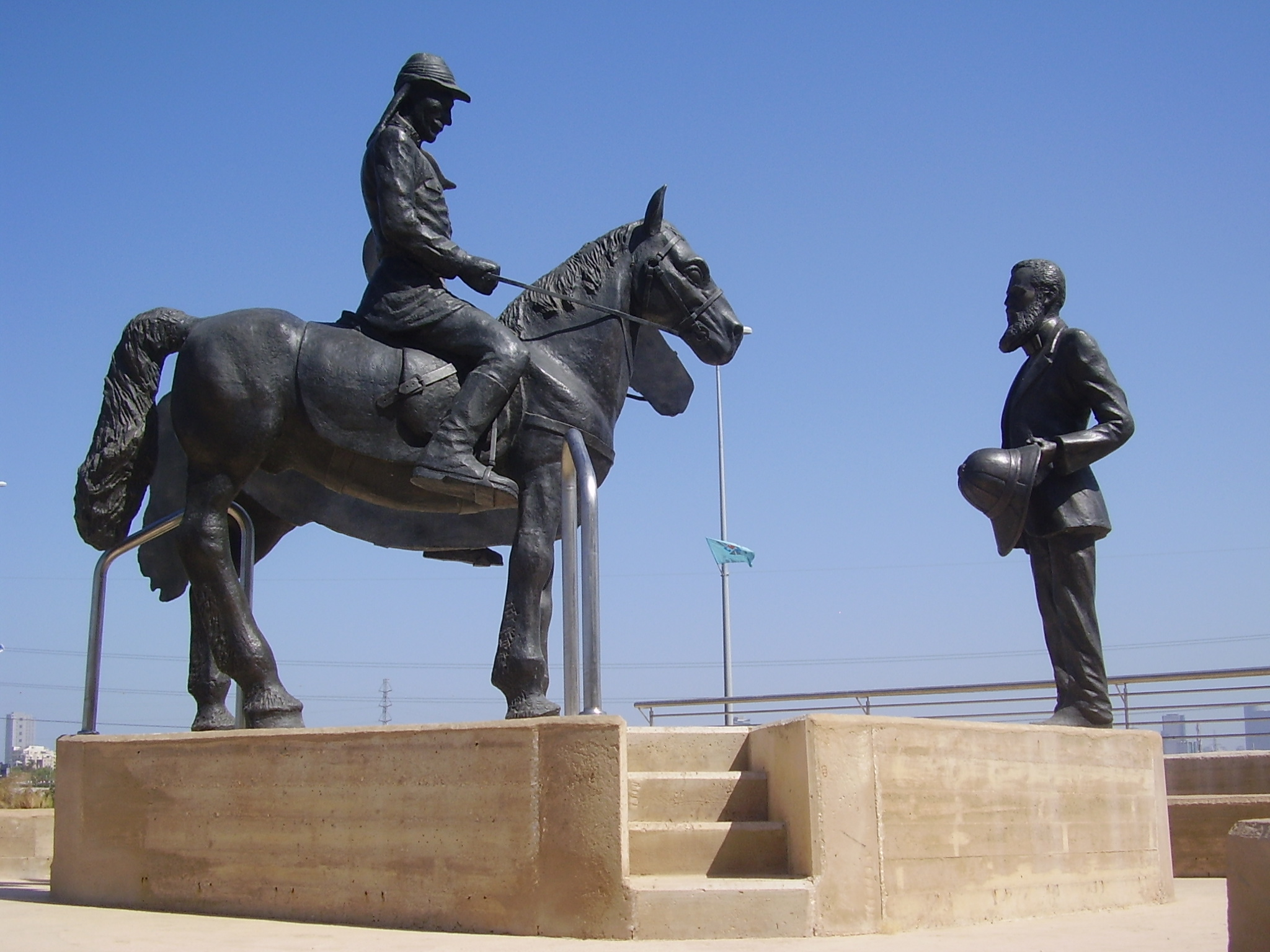
Statuen Wilhelms II. und Theodor Herzls in Gedenken beider Begegnung 1898 in Mikwe Israel, 2012

- Mikwe Israel (Israel) – Reiterstandbild Wilhelms II. mit Statue Theodor Herzls (Ensemble 2012 von Motti Mizrachi) im Gedenken der Unterredungen beider 1898
- Mülheim/Ruhr – Standbild im Saal der Gaststätte Kaisersaal, Eppinghofer Straße
- Potsdam – zu Ehren des 25. Thronjubiläums angelegte Jubiläumsterrasse unterhalb des Orangerieschlosses im Park Sanssouci[8]
- Straßburg (Elsaß-Lothringen) – Fassaden-Standbild am Reichspostgebäude
- Teltow – Standbild im Kreishaus
- Wiesbaden – Kaiser-Wilhelm-II.-Turm auf dem Schläferskopf